# رابطة المحاربين الآسيويين
كانت رابطة المحاربين الآسيويين ، التي نادرًا ما يُشار إليها باسم رابطة المقاتلين الألمان الآسيويين (BDAK)، والتي تعني «اتحاد المحاربين الآسيويين» أو«اتحاد المحاربين الألمان الآسيويين»، منظمة رعاية اجتماعية للمحاربين الألمان القدامى الذين كانوا في فيلق-آسيا، في وحدات الإمبراطورية الألمانية في خدمة الإمبراطورية العثمانية في الشرق الأدنى والبلقان خلال الحرب العالمية الأولى.
تأسست الرابطة في عام 1918، في نهاية الحرب، من قبل رجال الجيش الألماني السابقيين. والتي كان أحد أهدافهم الرئيسية هو التحقيق في ما حدث لوحدات ألمانية مفقودة بأكملها من فيلق آسيا، بما في ذلك الممرضات الألمان (راهبات الصليب الأحمر الألماني)، عندما انهارت جبهة فلسطين - شرق الأردن (معركة مجدو) في نهاية سبتمبر 1918. في ذلك الوقت وجد العديد من الألمان الذين كانوا يقاتلون على طول القوات التركية في حملة سيناء وفلسطين أنفسهم فجأة خلف خطوط العدو، يقاتلون من أجل حياتهم.
أصدرت الرابطة مجلة، «أورينت روندشاو»، خلال أوجها، التي كانت خلال عشرينيات القرن الماضي، حتى فترة طويلة من العهد النازي. باسم جلايش شالتونج، كانت الرابطة تابعةً لـ الحزب النازي (NSDAP) بعد استيلاء النازيين على السلطة في عام 1933.وقد تم حلها أخيرًا من قبل السلطات النازية في عام 1938.